# Árbol de Navidad (pozo petrolero)

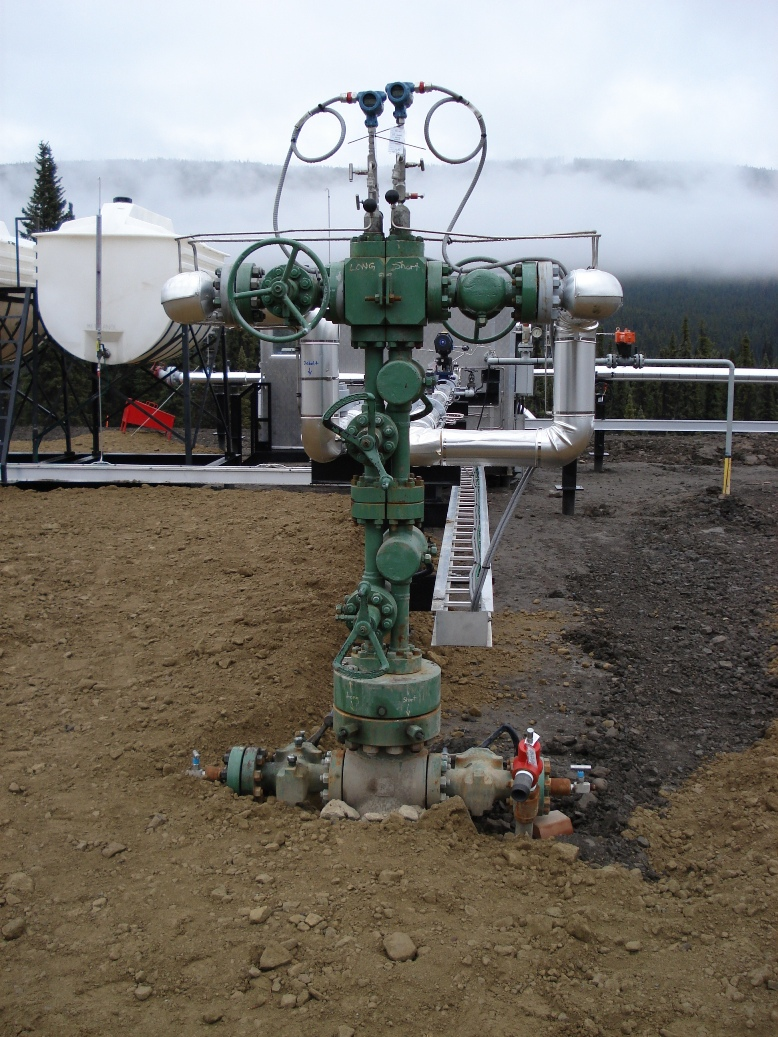
Pozo de petróleo controlado con un árbol de Navidad

En la extracción de petróleo y de gas natural, un árbol de Navidad (nombre original en inglés: Christmas tree) o simplemente, "árbol", es un conjunto de válvulas, carretes y accesorios utilizado para regular el flujo en las tuberías de un pozo entubado, ya sea de petróleo, gas, inyección de agua o de gas, eliminación de agua, condensación u otros tipos de pozos.
El origen del nombre se debe a su parecido con el clásico árbol navideño, con sus adornos colgados. La serie de luces de arranque en las pistas de carreras automovilísticas de aceleración (drag cars), son también conocidas coloquialmente como árboles de Navidad.  
El diccionario Merriam-Webster recoge ambos significados en sus acepciones segunda y tercera.

## Origen
El origen de este dispositivo está ligado con el pionero de la extracción profunda de petróleo, el croata nacionalizado estadounidense Anthony Francis Lucas, quien en enero de 1901 perforó el primer pozo de gran producción de Texas, en la colina de Spindletop. Este pozo, impulsado por la enorme presión del gas natural existente por encima del petróleo, formó un surtidor de más de 50 m de altura, que tardó 9 días en ser controlado. El diseño del sistema de válvulas utilizado para controlar el surtidor, el primer "árbol de Navidad" montado sobre la boca de un pozo de petróleo, fue concebido por el Capitán Lucas.

## Características
Los árboles de Navidad no utilizan tanto en pozos superficiales como submarinos. Además de esta diferencia básica, existen distintos tipos de árboles: convencionales, de orificio simple o doble, TFL (a través de la línea de flujo), horizontales, para lodos, con válvula lateral y TBT (árbol de paso). El árbol submarino instalado más profundo se encuentra en el Golfo de México a aproximadamente 9000 pies (2700 m). Los límites técnicos actuales son de hasta alrededor de 3000 metros de profundidad y temperaturas de trabajo de -45 °C a 175 °C, con una presión de trabajo de hasta 15 000 psi (10 553 metros de columna de agua).

## Válvulas
Los árboles submarinos y de superficie tienen una gran variedad de configuraciones de válvulas manuales y/o accionadas hidráulica o neumáticamente. Los ejemplos se identifican en las Especificaciones API 6A y 17D.
Un árbol de superficie básico consta de dos o tres válvulas manuales (generalmente válvulas de compuerta debido a sus características de flujo, es decir, baja restricción al flujo de fluido cuando está completamente abierto).
Un árbol de superficie sofisticado típico tendrá al menos cuatro o cinco válvulas, normalmente dispuestas en un patrón de tipo crucifijo (de ahí la resistencia del término "árbol de Navidad"). Las dos válvulas inferiores se denominan válvulas maestras (superior e inferior respectivamente). Las válvulas maestras están normalmente en la posición completamente abierta y nunca estánabierto o cerrado cuando el pozo fluye (excepto en una emergencia) para evitar la erosión de las superficies de sellado de la válvula.
Los árboles submarinos contienen muchas válvulas y accesorios adicionales en comparación con los árboles de superficie. Normalmente, un árbol submarino tendrá un estrangulador (permite el control del flujo), una interfaz de conexión de línea de flujo (cubo, brida u otra conexión), interfaz de control submarino (hidráulico directo, electrohidráulico o eléctrico) y sensores para recopilar datos como la presión, temperatura, flujo de arena, erosión, flujo multifásico y flujo monofásico como agua o gas.

## Imágenes
Dos árboles de navidad de superficie y uno submarino:

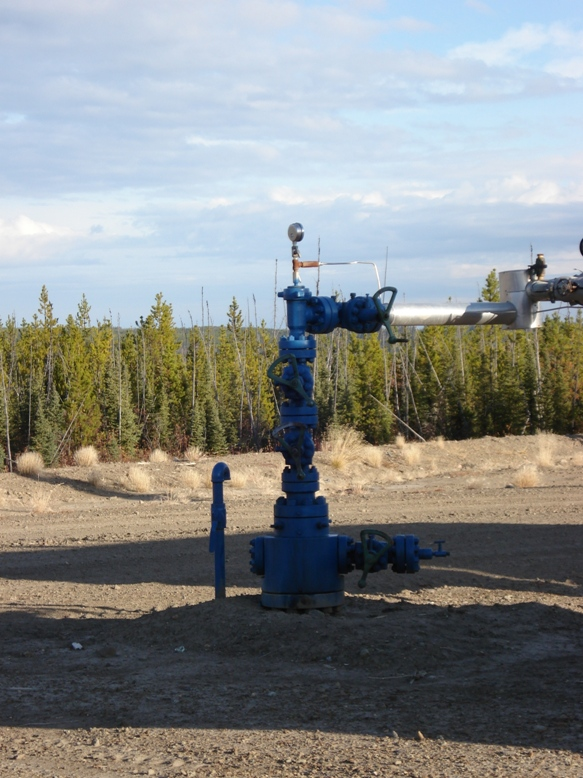
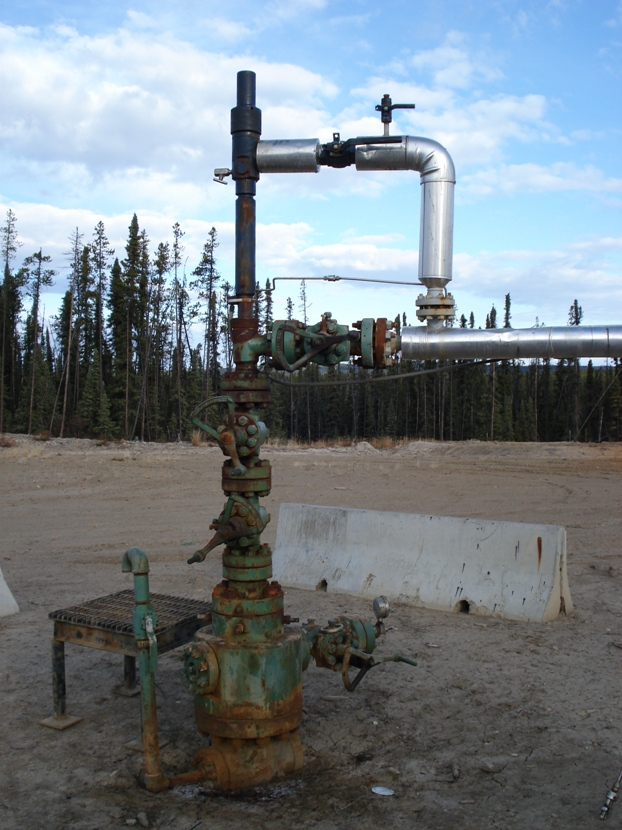
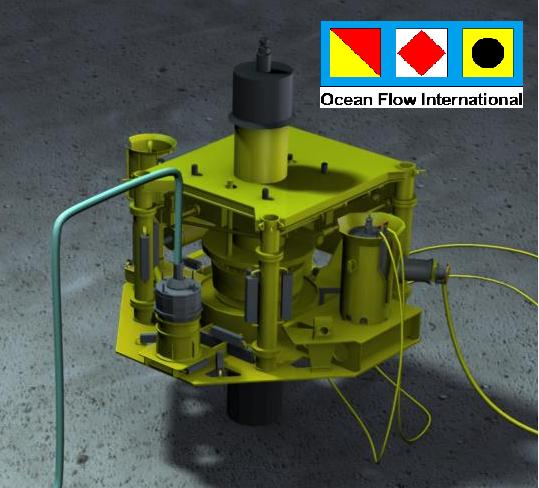